# Benjamin Stasiulis
Benjamin Stasiulis (Mulhouse, 20 de julio de 1986) es un deportista francés que compitió en natación, especialista en el estilo espalda.
Ganó una medalla de plata en el Campeonato Mundial de Natación en Piscina Corta de 2014, dos medallas en el Campeonato Europeo de Natación, plata en 2016 y bronce en 2010, y tres medallas en el 2009.

## Palmarés internacional
| Campeonato Mundial en Piscina Corta | Campeonato Mundial en Piscina Corta | Campeonato Mundial en Piscina Corta | Campeonato Mundial en Piscina Corta |
| Año                                 | Lugar                               | Medalla                             | Prueba                              |
| ----------------------------------- | ----------------------------------- | ----------------------------------- | ----------------------------------- |
| 2014                                | Doha (Catar)                        | Medalla de plata                    | 4 × 50 m estilos                    |
| Campeonato Europeo                  |                                     |                                     |                                     |
| Año                                 | Lugar                               | Medalla                             | Prueba                              |
| 2010                                | Budapest (Hungría)                  | Medalla de bronce                   | 200 m espalda                       |
| 2016                                | Londres (Reino Unido)               | Medalla de plata                    | 4 × 100 m estilos                   |
| Campeonato Europeo en Piscina Corta |                                     |                                     |                                     |
| Año                                 | Lugar                               | Medalla                             | Prueba                              |
| 2009                                | Estambul (Turquía)                  | Medalla de bronce                   | 4 × 50 m libre                      |
| 2012                                | Chartres (Francia)                  | Medalla de plata                    | 100 m espalda                       |
| 2012                                | Chartres (Francia)                  | Medalla de bronce                   | 200 m espalda                       |